# 마르코 판텔리치
마르코 판텔리치(세르비아어: Марко Пантелић, 1978년 9월 15일 ~ )는 세르비아의 은퇴한 축구 선수이다. 선수 시절 포지션은 공격수이다.

## 축구인 경력

### 클럽 경력
츠르베나 즈베즈다 유소년 팀에 소속이었지만 1992년 가족들이 그리스로 이주하면서 그리스의 킬키시아코스 유소년 팀에 입단하였다. 이후 이라클리스 테살로니키 유소년 팀에 입단하였고 1996년 프로 무대에 데뷔하였다.
1997년엔 파리 셍재르맹으로 이적하였고 스위스의 로잔 스포르에서 임대 신분으로 활약하였다.
1999년 스페인의 셀타 비고로 이적하였으나 슈투름 그라츠와 이베르동 스포르에서 임대 생활을 전전하다 팀을 떠났다.
2002년 오빌리치로 이적하며 고국으로 복귀하였다. 2003년 1월엔 사르티드 스메데레보로 이적하였고 1년 간 31경기에 출전하여 13골을 기록하는 좋은 활약을 펼친 후 츠르베나 즈베즈다로 이적하였다. 2004-05 시즌 리그 29경기에서 21골을 성공시키며 리그 득점왕에 올랐고 이 활약을 바탕으로 독일의 헤르타 BSC로 임대 이적하였다. 2005-06 시즌 리그 11골로 준수한 활약을 펼친 후 헤르타로 완전 이적하였다. 이후 2007-08 시즌까지 3시즌 연속 두 자릿 수 득점을 올리며 첼시 등의 관심을 받기도 하였다.
2009년 9월 1일 아약스로 적을 옮겼다. 아약스에서 리그 25경기 16골을 기록하고 재계약을 추진하였지만 계약 기간을 두고 이견이 생겨 불발되었다.
2010년 8월 올림피아코스로 자유 계약으로 이적하였다. 올림피아코스에서 3시즌 간 리그 38경기에서 20골을 기록한 후 은퇴하였다.

### 국가대표 경력
2003년 A매치 데뷔전을 치렀으며 2006년부터 대표팀에 꾸준히 선발되기 시작하였다.
2010 남아공 월드컵 오스트레일리아전에서 득점을 기록하기도 하였다.